# Google Panda

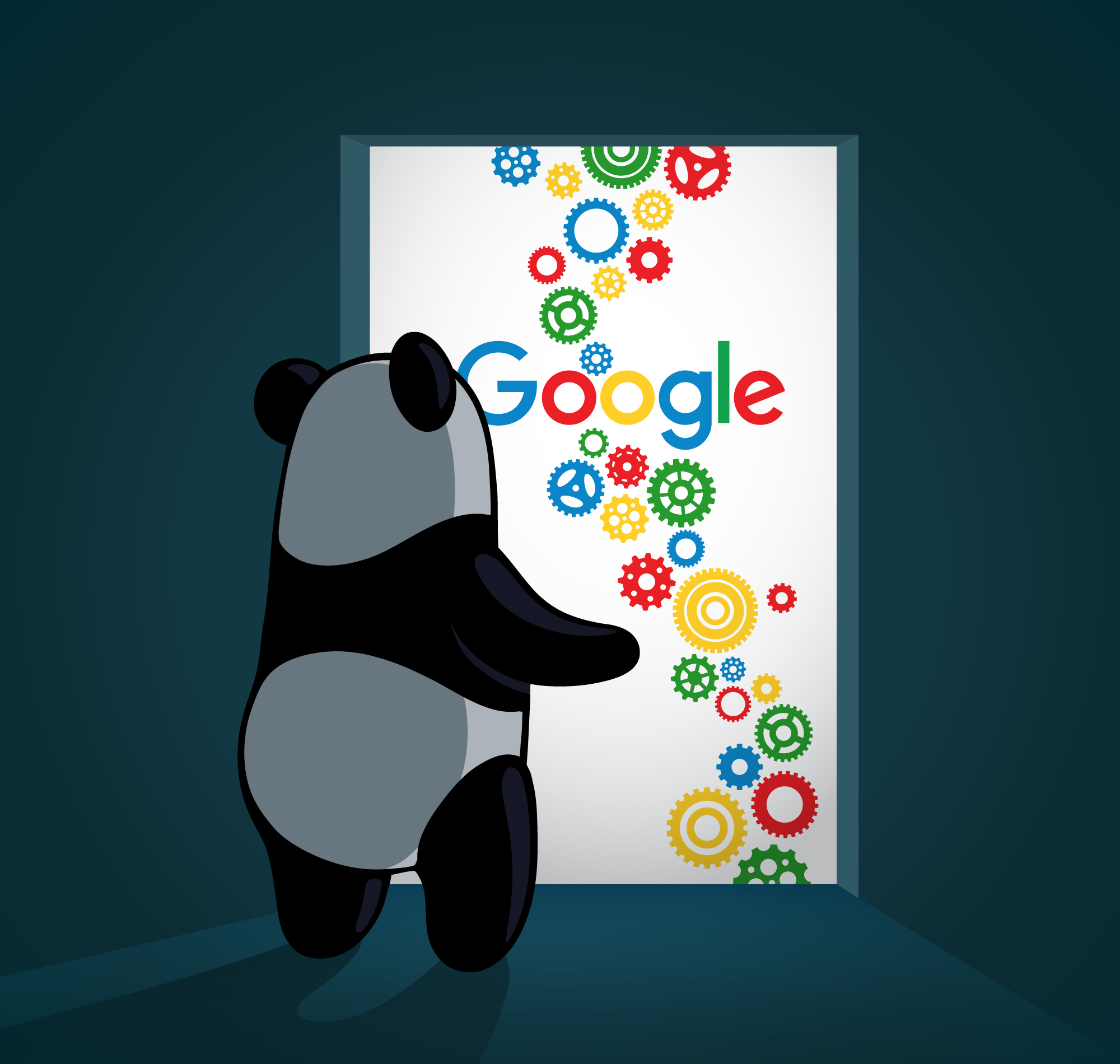
Thuật toán Google Panda tác động nhiều vào chất lượng nội dung, loại bỏ nội dung rác, spam.

Thuật toán Panda hay Google Panda là một thuật toán được Google's tạo ra nhằm thay đổi cách xếp hạng các kết quả tìm kiếm trên mạng tốt hơn và công bằng hơn, được phát hành lần đầu tiên trong tháng 2/2011. Các thay đổi chính trong Google Panda sẽ loại bỏ những nội dung rác, nội dung copy, loại bỏ những website có thương hiệu kém… Đây là bộ lọc quan trọng để cải tiến các kết quả tìm kiếm mới của Google nhằm loại bỏ hay đánh tụt hạng của các trang web có "chất lượng thấp" ("low-quality sites") hoặc trang có quá ít nội dung ("thin sites"), đặc biệt tiêu diệt các trang chuyên đi chép lại nội dung ("content farms"), và đưa các trang có chất lượng nội dung tốt lên thứ hạng cao hơn trong kết quả tìm kiếm.
Trang CNET đã có một bài báo cho hay sau khi công bố thuật toán này, đã có một sự đột biến trong các bảng xếp hạng các trang tin tức và các trang mạng xã hội, thay đổi mạnh thứ hạng trang web có một lượng lớn quảng cáo. Sự thay đổi này ước tính đã bị ảnh hưởng các thứ hạng của khoảng 12% tính trên tất cả các kết quả tìm kiếm. Ngay sau khi Google triển khai, nhiều trang web vi phạm bản quyền và các vấn đề được đề cập trong thuật toán Panda đã cố gắng để có nội dung và thứ hạng tốt hơn so với các xếp hạng đảo ngược. Tính riêng một điểm quan trọng là, Google đã công khai các chỉ tiêu để đo và xếp hạng dữ liệu giúp chủ trang biết cách làm nội dung tốt hơn. Trong lần cập nhật tiếp theo năm 2016, Matt Cutts, chuyên gia của Google cho hay quyết định này của Google là đúng đắn để khởi động một cuộc cải cách về nội dung trên web, vì nó tác động thẳng đến thu nhập của các trang bị tụt hạng và được thăng hạng. Bởi vậy cải tiến này là cần thiết để các đối tác xuất bản xây dựng những hệ sinh thái nội dung tốt hơn, lành mạnh hơn
Google Panda đã được cập nhật nhiều lần sau khi tung ra lần đầu trong tháng 2/2011, và có ảnh hưởng rộng ở mức toàn cầu vào 4/2011. Để giúp các nhà xuất bản, Google đã cung cấp các tư vấn liên quan trên blog của mình, để các nhà xuất bản biết hướng để tự đánh giá của một trang web của mình về nội dung. Google đã cung cấp một danh sách 23 điểm trên blog của mình trả lời các câu hỏi thường gặp của các nhà xuất bản, đại loại: "những gì quan trọng, như nào là một trang web chất lượng cao? v v...".
Tên gọi Panda ("Gấu trúc") này là do kỹ sư của Google có tên Navneet Panda, người đã phát triển những công nghệ có thể cho Google tạo ra và thực hiện các thuật toán này.

## Các yếu tố xếp hạng trang
Thuật toán Google Panda được cấp bằng sáng chế (bằng sáng chế số 8,682,892), đệ đơn vào ngày 28/9/ 2012, và đã được cấp vào ngày 25/3/2014.
Google Panda ảnh hưởng đến việc xếp hạng toàn bộ trang web hoặc một phần cụ thể trên trang chứ không chỉ ảnh hưởng đến các trang riêng lẻ trên một trang web.

## Cập nhật
Trong chỉ 2 năm đầu tiên, Google Panda đã được cập nhật mỗi tháng một lần và các cập nhật sẽ còn tiếp tục nhằm tối ưu thuật toán này.
Google cũng đã phát hành một phiên bản thay đổi căn bản có tên Panda 4.2 bắt đầu vào ngày 18/7/2015.